# Курсель (Приморская Шаранта)
Курсе́ль (фр. Courcelles) — коммуна во Франции, находится в регионе Пуату — Шаранта. Департамент коммуны — Шаранта Приморская. Входит в состав кантона Сен-Жан-д’Анжели. Округ коммуны — Сен-Жан-д’Анжели.
Код INSEE коммуны — 17125.

## Население
Население коммуны на 2010 год составляло 438 человек.
| 1962 | 1968 | 1975 | 1982 | 1990 | 1999 | 2010 |
| ---- | ---- | ---- | ---- | ---- | ---- | ---- |
| 380  | 335  | 354  | 461  | 494  | 436  | 438  |